# نزهون
نزهون بنت القلاعي الغرناطية (550هـ - 1155م)، هي نزهون محمد بن أحمد بن خلف القليعي الغساني شاعرة أندلسية مجيدة. كانت تساجل الرجال وتجادلهم. اشتهر شعرها بقوته وعدم تورعها عن استخدام الألفاظ الفاحشة والخادشة للحياء وهو ما يعرف باسم الشعر المكشوف.

## نشأتها
نزهون بنت القلاعي شاعرة أندلسية عاشت في أوائل القرن الثاني عشر في مدينة غرناطة في عصر ازدهرت فيه العلوم في الأندلس وعم البلد الرخاء وكان والدها محمد بن أحمد بن خلف القليعي الغساني قاضياً، تولى قضاء غرناطة سنة 508هـ، وتوفي سنة 510هـ وكان من أهل الفضل والحسب والدين، ولم تحتفظ المصادر بتاريخ ولادة نزهون أو وفاتها.
كانت نزهون ذات جمال فائق، خفيفة الروح، سريعة البديهة، كثيرة النوادر، بارعة في الأدب، حافظة للأشعار مع معرفة بضرب الأمثال، نابغة في قول الشعر.

## شعرها
قرأت نزهون على أبي بكر المخزومي الأعمى (541هـ) وتأثرت به وبطريقته. كانت بينها وبين ابن قزمان منافرة ومجادلات لا تخلو من سلاطة اللسان ولم تتورع فيها عن استخدام الألفاظ الفاحشة ردا عليه أو على من يسيء لها غيره.

## أمثلة من شعرها
هجاؤها للأعمى المخزومي وفيه تقول:
قُلْ للوَضيعِ مقالاً يُتْلى إلى حين يُحْشَرْ
من المدوَّر أُنْشِئْت والخرا منه أعْطَر
خلقت أعمى ولكن تهيم في كل أعور
جازيت شعرا بشعر إني لعمري أشعر
إن كنتُ في الخَلْقِ أُنْثى فإنَّ شِعْري مذكَّر
من نوادر نزهون الغرناطية جاء الشاعر ابن قزمان ليناظر نزهون الغرناطية وكان يرتدي رداءً واسعا أصفر اللون فلما رأته قالت: أصبحت كبقرة بني إسرائيل ولكن لا تَسُرُّ الناظرين، قاصدة معجزة البقرة الصفراء في قصة النبي موسى. فقال لها: «إن لم أسُر الناظرين، فأنا أسُر السامعين، وإنما يُطلب سرور الناظرين منك، يا فاعلة يا صانعة».
مما قالت بصراحة عن مجونها:
لله درُّ اللّيالي ما أُحيسنها وما أُحيسن منها ليلةَ الأحَدِ
لو كُنت حاضرنا فيها وقدْ غفلتْ عينُ الرقيب فلم تنظرْ إلى أحدِ
أبصرتَ شمس الضُّحى في ساعدَيْ قمرٍ بل ريمَ خازمةٍ في ساعدَيْ أسدٍ
وقال في المغرب: من أهل المائة الخامسة ذكرها الحجاري في المسهب، ووصفها: بخفة الروح، وانطباع النادرة، والحلاوة، وحفظ الشعر، والمعرفة بتصريف الأمثال مع جمال فائق وحسن رائق. وكان الوزير أبو بكر بن سعيد أولع الناس بمحاضرتها ومذاكرتها ومراسلتها، فكتب إليها مرة هذين البيتين:
يا من له ألف خل... من عاشق وصديق
أراك خليت للنا... س منزلاً في الطريق
فأجابته:
حللت أبا بكر محلاً منعته... سواك وهل غير الحبيب له صدري؟
وإن كان لي كم من حبيب فإنما... يقدم أهل الحق فضل أبي بكر
ولما قال فيها الأعمى المخزومي:
على وجه نزهون من الحسن مسحة... وتحت الثياب العار أو كان باديا
قواصد نزهون توارك غيرها... ومن قصد البحر استقل السواقيا
قالت:
إن كان ما قلت حقاً... من نقض عهد كريم
فصار ذكرى ذميماً... يعزى إلى كل لوم
وصرت أقبح شيء... في صورة المخزوم
وقال لها بعض الثقلاء:
على من أكل معك خمسمائة سوط فقالت:
وذى شقوة لما رآني رأى له... تمنيه أن يصلى معي جاحم الضرب
فقلت: كلها هنيئاً وإنما... خلقت إلى لمس المطارف والشرب
ودخل الكندي الشاعر على المخزومي وهي تقرأ عليه، فقالت: أجز يا أستاذ:
لو كنت تبصر من تكلمه.. فأنعم وأطال الفكر، فما وجد شيئاً!!. فقالت:
لغدوت أخرس من خلاخله
البدر يطلع في أزرته... والغصن يمرح في غلائله